# Mistrovství Evropy ve skocích do vody 2009
Mistrovství Evropy ve skocích do vody za rok 2009 proběhlo v Turínu, Itálie ve dnech 1. až 5. dubna 2009.

## Česká stopa
Na tomto mistrovství Evropy Česko nemělo ve skocích do vody zastoupení.

## Výsledky

### Individuální disciplíny
| Muži              | Zlato                    | Zlato  | Stříbro                   | Stříbro | Bronz                   | Bronz  |
| ----------------- | ------------------------ | ------ | ------------------------- | ------- | ----------------------- | ------ |
| Skoky z 1 m prkna | Illja Kvaša (UKR)        | 420,90 | Christopher Sacchin (ITA) | 418,55  | Pavlo Rozenberg (GER)   | 405,20 |
| Skoky z 3 m prkna | Alexandr Dobroskok (RUS) | 482,75 | Illja Kvaša (UKR)         | 475,90  | Michele Benedetti (ITA) | 447,75 |
| Skoky z 10 m věže | Alexej Kravčenko (RUS)   | 521,75 | Dmitrij Dobroskok (RUS)   | 493,30  | Patrick Hausding (GER)  | 466,00 |
| Ženy              | Zlato                    | Zlato  | Stříbro                   | Stříbro | Bronz                   | Bronz  |
| Skoky z 1 m prkna | Tania Cagnottová (ITA)   | 290,90 | Maria Marconiová (ITA)    | 280,20  | Katja Dieckowová (GER)  | 267,65 |
| Skoky z 3 m prkna | Tania Cagnottová (ITA)   | 345,85 | Olena Fedorovová (UKR)    | 334,25  | Katja Dieckowová (GER)  | 317,20 |
| Skoky z 10 m věže | Julija Koltunovová (RUS) | 331,35 | Nora Subschinská (GER)    | 318,50  | Brooke Graddonová (GBR) | 317,70 |

### Týmové disciplíny
| Muži                                     | Zlato                                                  | Zlato  | Stříbro                                               | Stříbro | Bronz                                                           | Bronz  |
| ---------------------------------------- | ------------------------------------------------------ | ------ | ----------------------------------------------------- | ------- | --------------------------------------------------------------- | ------ |
| Synchronizované skoky dvojic z 3 m prkna | Ukrajina (UKR) (Illja Kvaša, Oleksij Pryhorov)         | 422,31 | Rusko (RUS) (Ilja Zacharov, Gleb Galperin)            | 418,47  | Itálie (ITA) (Nicola Marconi, Tommaso Marconi)                  | 407,19 |
| Synchronizované skoky dvojic z 10 m věže | Německo (GER) (Sascha Klein, Patrick Hausding)         | 474,06 | Rusko (RUS) (Oleg Vikulov, Alexej Kravčenko)          | 440,52  | Ukrajina (UKR) (Alexandr Bondar, Oleksandr Horškovozov)         | 406,23 |
| Ženy                                     | Zlato                                                  | Zlato  | Stříbro                                               | Stříbro | Bronz                                                           | Bronz  |
| Synchronizované skoky dvojic z 3 m prkna | Itálie (ITA) (Tania Cagnottová, Francesca Dallapèová)  | 317,40 | Německo (GER) (Katja Dieckowová, Nora Subschinská)    | 312,60  | Ukrajina (UKR) (Olena Fedorovová, Alevtyna Koroljovová)         | 301,38 |
| Synchronizované skoky dvojic z 10 m věže | Rusko (RUS) (Natalija Gončarovová, Julija Koltunovová) | 315,78 | Německo (GER) (Nora Subschinská, Josephine Möllerová) | 296,28  | Spojené království (GBR) (Helen Galashanová, Carol Galashanová) | 291,96 |

## Medailová bilance
Ve skocích do vody se rozdělilo celkem 10 sad medailí.
| Pořadí | Stát                     |       | Muži    | Muži  | Muži  |         | Ženy  | Ženy  | Ženy    |       | Muži + Ženy | Muži + Ženy | Muži + Ženy | Celkem |
| Pořadí | Stát                     | Zlato | Stříbro | Bronz | Zlato | Stříbro | Bronz | Zlato | Stříbro | Bronz |             |             |             | Celkem |
| ------ | ------------------------ | ----- | ------- | ----- | ----- | ------- | ----- | ----- | ------- | ----- | ----------- | ----------- | ----------- | ------ |
| 1.     | Rusko (RUS)              |       | 2       | 3     | 0     |         | 2     | 0     | 0       |       | 4           | 3           | 0           | 7      |
| 2.     | Itálie (ITA)             |       | 0       | 1     | 2     |         | 3     | 1     | 0       |       | 3           | 2           | 2           | 7      |
| 3.     | Ukrajina (UKR)           |       | 2       | 1     | 1     |         | 0     | 1     | 1       |       | 2           | 2           | 2           | 6      |
| 4.     | Německo (GER)            |       | 1       | 0     | 2     |         | 0     | 3     | 2       |       | 1           | 3           | 4           | 8      |
| 5.     | Spojené království (GBR) |       | 0       | 0     | 0     |         | 0     | 0     | 2       |       | 0           | 0           | 2           | 2      |
| Celkem | Celkem                   |       | 5       | 5     | 5     |         | 5     | 5     | 5       |       | 10          | 10          | 10          | 30     |